# Mogadiscio (téléfilm)
Pour ma ville de Somalie, voir Mogadiscio.
Pour plus de détails, voir Fiche technique et Distribution.
Mogadiscio est un téléfilm allemand réalisé par Roland Suso Richter, diffusé en 2009 sur Canal+.

## Synopsis
En Allemagne, en 1977, le terrorisme international d'extrême gauche est à son paroxysme. En septembre, le président du patronat allemand, Hans Martin Schleyer, est enlevé. Quelques semaines plus tard, le 13 octobre, le vol 181 de la Lufthansa, décollant de Palma de Majorque avec 86 passagers et cinq membres d'équipage à son bord, est détourné par quatre terroristes palestiniens du groupuscule «Martyr d'Halimeh». Les pirates de l'air exigent la libération des leaders  de la RAF (Fraction armée rouge, surnommée bande à Baader), détenus en Allemagne de l'Ouest, en échange de celle des otages. Dans l'avion, c'est le début d'un effroyable périple qui, passant par Rome, Chypre, Dubaï et Aden, va durer cinq jours et se terminer à Mogadiscio…

## Fiche technique
- Titre : Mogadiscio
- Réalisation : Roland Suso Richter
- Scénario : Gabriela Sperl et Maurice Philip Remy
- Musique : Martin Todsharow
- Pays d'origine : Allemagne
- Format : Couleurs
- Genre : Drame
- Durée : 105 minutes
- Diffusion : 6 avril 2009

## Distribution
- Saïd Taghmaoui : le capitaine Mahmud
- Thomas Kretschmann : le capitaine Schumann
- Christian Berkel : Helmut Schmidt
- Herbert Knaup : Ulrich Wegener
- Simon Verhoeven (VF : Philippe Valmont) : Jürgen Vietor
- Nadja Uhl : Gabriele Dillmann
- Tobias Licht : le commandant Baum
- Franz Dinda : Peter Boock
- Jürgen Tarrach (de) : Hans Jürgen Wischnewski
- Cornelia Schmaus : Lyvia Vamos
- Mohcine Nadifi : le jeune terroriste
- Youssef Hamid : Wadi Haddad